# Landgericht Nürnberg-Fürth
Das Landgericht Nürnberg-Fürth ist ein Gericht der ordentlichen Gerichtsbarkeit. Es ist eines von 22 Landgerichten im Freistaat Bayern.
Nach dem Landgericht München I ist es das Landgericht (LG) mit dem zweitgrößten Einzugsbereich in Bayern.

## Geschichte
Der Landgerichtsbezirk Nürnberg wurde 1879 infolge der Einführung des Gerichtsverfassungsgesetzes eingerichtet und umfasste die Amtsgerichtsbezirke Altdorf, Gräfenberg, Hersbruck, Hilpoltstein, Lauf, Nürnberg, Roth und Schwabach.
Das Landgericht Nürnberg-Fürth entstand durch Zusammenlegung der Landgerichte Fürth und Nürnberg im Jahr 1914, die nach dem Bau des Nürnberger Justizpalastes schrittweise erfolgte und erst 1932 abgeschlossen war. Bekannt wurde insbesondere der Schwurgerichtssaal des Justizpalastes, in dem die Nürnberger Prozesse und die Nachfolgeprozesse stattfanden.
Zum 1. April 1926 wurde das Amtsgericht Neumarkt in der Oberpfalz vom Landgerichtsbezirk Amberg abgetrennt und dem Landgerichtsbezirk Nürnberg zugeordnet.
Am 1. April 1932 wurde das Landgericht Nürnberg in Landgericht Nürnberg-Fürth umbenannt.

## Gerichtssitz und -bezirk
Der Gerichtsbezirk des LG Nürnberg-Fürth umfasst die kreisfreien Städte Erlangen, Fürth, Nürnberg, Schwabach und folgende Landkreise:
- Erlangen-Höchstadt
- Fürth
- Neumarkt i.d.OPf.
- Neustadt a.d.Aisch-Bad Windsheim
- Nürnberger Land
- Roth

Insgesamt bewohnen etwa 1,5 Millionen Personen den Landgerichtsbezirk. Im Landgerichtsbezirk sind 3.098 Rechtsanwälte (Stand: 31. Dezember 2013) zugelassen und 60 Notare niedergelassen.

## Zuständigkeit
Das Landgericht Nürnberg-Fürth ist erstinstanzlich zuständig für zivilrechtliche Streitigkeiten bei einem Streitwert von über 5000 Euro. Ansonsten ist es als Berufungs- und Beschwerdegericht zuständig für die Rechtsmittel gegen erstinstanzliche Entscheidungen der Amtsgerichte des Landgerichtsbezirkes. Eine besondere Zuständigkeit hat das LG Nürnberg-Fürth bei Wettbewerbs- und Patentsachen. In diesen Angelegenheiten ist es für alle Angelegenheiten im Oberlandesgerichtsbezirk Nürnberg zuständig.

## Gerichtsgebäude

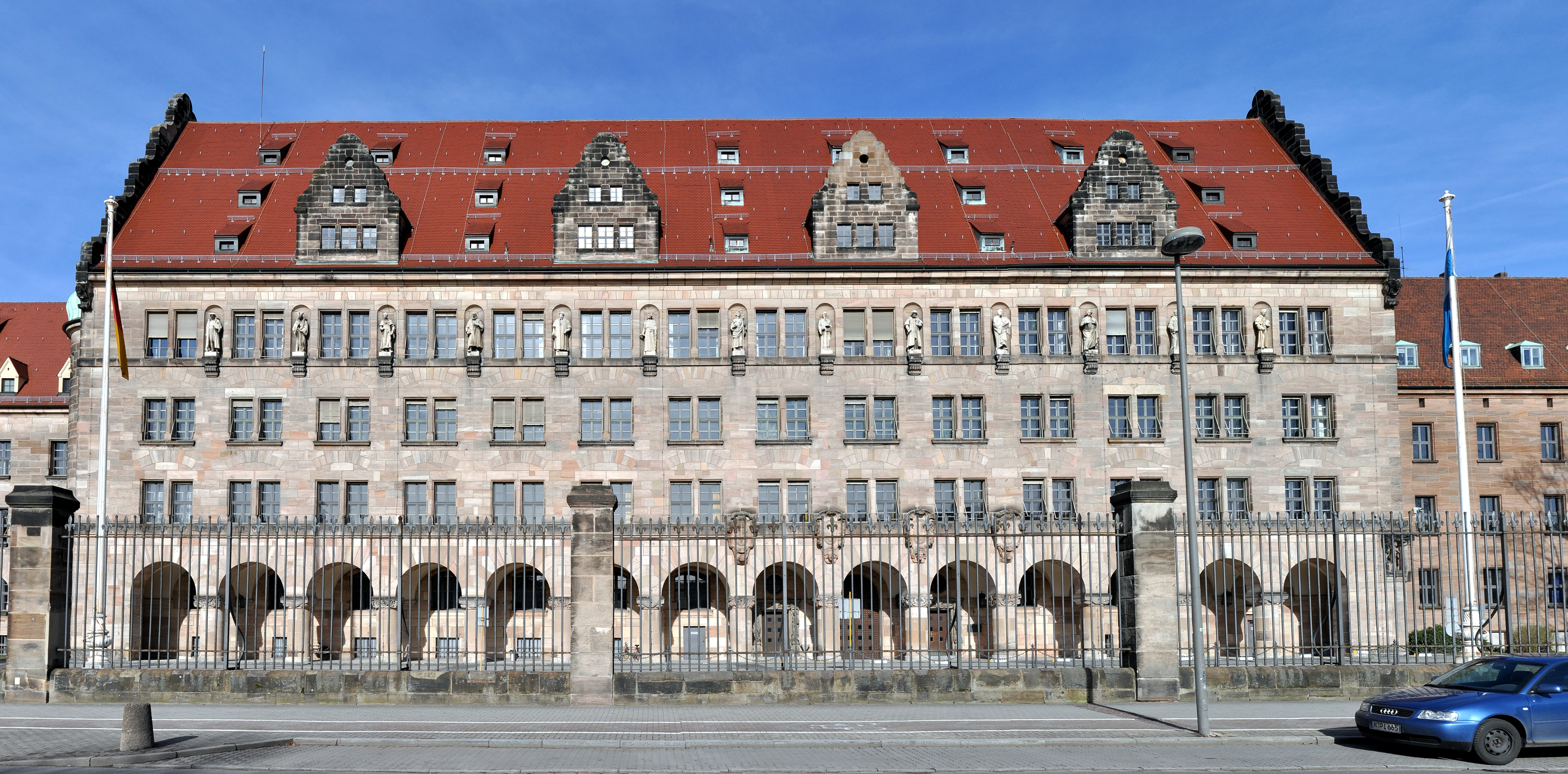
Der Zentralbau des Justizpalastes (2010)

Zusammen mit dem Oberlandesgericht Nürnberg und dem Amtsgericht Nürnberg ist das Gericht im Nürnberger Justizpalast (Fürther Straße 110) untergebracht.

## Über- und nachgeordnete Gerichte
Das Landgericht Nürnberg-Fürth ist eines von fünf Landgerichten, denen das Oberlandesgericht Nürnberg und sodann der Bundesgerichtshof übergeordnet sind. Nachgeordnet sind dem LG Nürnberg-Fürth die Amtsgerichte in Erlangen, Fürth, Hersbruck, Neumarkt in der Oberpfalz, Neustadt an der Aisch, Nürnberg und Schwabach.

## Organisation
Am LG Nürnberg-Fürth sind derzeit etwa 270 Personen beschäftigt – inklusive aller Teilzeitbeschäftigten. Die Anzahl der Beschäftigten umfasst 89 Richter, 15 Rechtspfleger, 44 Bewährungshelfer. Dazu kommen noch 259 Referendare. Im Bereich der Rechtsprechung sind etwa 3/5 der Richter in Zivilsachen und etwa 2/5 in Strafsachen eingesetzt. Zu den Beschäftigten am Landgericht treten noch 40 ehrenamtliche Handelsrichter und 400 Schöffen.
Das Landgericht verfügt über 19 Zivilkammern, fünf Kammern für Handelssachen, 18 Strafkammern und eine Strafvollstreckungskammer. Zu den Strafkammern gehören drei Jugend-, sieben Große und sieben kleine Strafkammern. Es bestehen für Bausachen, Fiskalsachen, Miet- und Pachtsachen, Wettbewerbs- und Patentsachen, Verkehrsunfallsachen, Versicherungssachen, Pressesachen, Geldkreditsachen, Leasingsachen, Arzthaftungssachen, Wohnungseigentumssachen, Streitigkeiten aus Fracht-, Speditions- und Lagergeschäften sowie der Kommunikations- und Informationstechnologie, Zwangsvollstreckungs- und Insolvenzverfahren spezielle Zuständigkeiten bei den Zivilkammern.
Im Jahre 2011 verzeichnete die Zivilabteilung des Landgerichts Nürnberg-Fürth an Neueingängen 6709 erstinstanzliche Verfahren, davon 670 Handelssachen, 1136 Berufungs- und 1367 Beschwerdeverfahren. Die durchschnittliche Erledigungsdauer betrug knapp acht Monate. Bei Verfahren, die mit einem Urteil endeten, beträgt die durchschnittliche Erledigungsdauer etwas mehr als 13 Monate, aber auch hier wurden 62 % innerhalb von zwölf Monaten abgeschlossen.
In der Strafabteilung sind 2011 300 Straf-, 1627 Berufungs-, 886 Beschwerdeverfahren und 1405 Strafvollstreckungsangelegenheiten neu eingegangen. Etwa 90 % der erstinstanzlichen Strafverfahren werden innerhalb von sechs Monaten erledigt; weitere 8 % innerhalb von zwölf Monaten. Unter den etwa 3 % der Verfahren, die länger als ein Jahr dauern, sind vorwiegend Wirtschaftsstraftaten, die meist aufgrund ihres komplizierten Verfahrensinhaltes mehr Zeit beanspruchen. Bei den Berufungsverfahren werden ca. 75 % innerhalb von 3 Monaten, weitere 20 % innerhalb von 6 Monaten erledigt. Nur 1,2 % dieser Verfahren benötigen mehr als ein Jahr.

## Präsidenten
- Camille Sachs (1945–1951)
- Heribert Glass
- Heinz Neusinger (1992–1998)
- Dagmar Schuchardt (2001–2006)[7]
- Rainer Gemählich (2006–2014)
- Roland Glass (2014–2023)
- Andreas Zwerger (seit November 2023)

## Richter
- Rupert Wittek
- Manfred Weiß (1973–1978)
- Otto Brixner (1987–2008), Vorsitzender Richter in der Strafsache gegen Gustl Mollath
- Dieter Hesselberger (1974–1979), später Richter am Bundesgerichtshof
- Karin-Huberta Ritter (1967–1974), später Richterin am Bundesgerichtshof

## Staatsanwälte
- Linus Memmel (1941–1944)
- Horst Herold (1953–1964)
- Matthias Thürauf (2003–2005)

## Angeklagte
- Wilhelm Stegmann (1936)
- Leo Katzenberger (1942)
- Georg Leibbrandt (1950)
- Otto Bräutigam (1950)
- Franz Rademacher (1952)
- Wolfgang von Zeynek (1959)
- Werner Heyde (1970)
- Karl-Heinz Hoffmann (1984)
- Ralf Ollert (2002)
- Jorge Videla (2003)
- Gustl Mollath (2006)
- Wilhelm Schelsky (2007)
- Johannes Feldmayer (2008)